# Steroid 9a-monooksigenaza
Steroid 9a-monooksigenaza (EC 1.14.99.24, steroidna 9alfa-hidroksilaza) je enzim sa sistematskim imenom steroid,vodonik-donor:kiseonik oksidoreduktaza (9-epoksidacija). Ovaj enzim katalizuje sledeću hemijsku reakciju:
pregna-4,9(11)-dien-3,20-dion + 2 + O2 {\displaystyle \rightleftharpoons } 9,11alfa-epoksipregn-4-en-3,20-dion + A + H2O
Ovaj enzimski sistem je flavoprotein (FMN) sa dva gvožđe-sumporna proteina.

## Literatura
- Nicholas C. Price; Lewis Stevens (1999). Fundamentals of Enzymology: The Cell and Molecular Biology of Catalytic Proteins (Third изд.). USA: Oxford University Press. ISBN 019850229X.
- Eric J. Toone (2006). Advances in Enzymology and Related Areas of Molecular Biology, Protein Evolution (Volume 75 изд.). Wiley-Interscience. ISBN 0471205036.
- Branden C; Tooze J. Introduction to Protein Structure. New York, NY: Garland Publishing. ISBN 0-8153-2305-0.
- Irwin H. Segel. Enzyme Kinetics: Behavior and Analysis of Rapid Equilibrium and Steady-State Enzyme Systems (Book 44 изд.). Wiley Classics Library. ISBN 0471303097.

## Spoljašnje veze
- Steroid+9alpha-monooxygenase на 